# Спардек
Спардек — разновидность облегчённой верхней палубы, предназначенной для защиты перевозимого груза от действия морских волн. Как правило, спардеком оснащались только гражданские трёхпалубные суда, на которых спардек размещался над главной палубой и из-за чего они часто назывались спардечными. Опыт эксплуатации таких плавсредств показал, что их строительство не является целесообразным, так как спардек не принимает участия в усилении общей продольной прочности судовых конструкций.
На кораблях деревянного парусного флота под спардеком понималась самая верхняя лёгкая палуба, которая служила для хранения запасных элементов судового рангоута и располагалась над главной палубой. В нынешние времена под спардеком неправильно понимается палуба средней надстройки корабля.